# Schipperke
Schipperke – rasa psa, należąca do grupy psów pasterskich i zaganiających, zaklasyfikowana do sekcji psów pasterskich (owczarskich). Według klasyfikacji FCI nie podlega próbom pracy; na wystawach pod patronatem FCI psy tej rasy sędziowane  ubiegają się o jeden CACIB na płeć. Zgodnie z klasyfikacją amerykańską, należy do grupy psów użytkowych. Typ lisowaty.

## Krótki rys historyczny
Psy typu schipperke istniały od dawna na terenach dzisiejszej Belgii, towarzysząc żeglarzom śródlądowym na ich łodziach. Zanim jednak trafiły na łodzie, były psami stróżującymi w domostwach mieszczan, pomagając im zwalczać gryzonie. 

Przed pierwszą wojną światową w Belgii rozkwitała hodowla tej rasy, ustalony wzorzec obejmował psy czarne i bez ogona, o średniej wielkości. Belgowie bardzo wiele tych psów eksportowali na Wyspy Brytyjskie i do Stanów Zjednoczonych. Zwłaszcza Anglicy nie byli wierni hodowli według wzorca przyjętego w Belgii, otrzymując psy na przykład maści kremowej.
Po drugiej wojnie światowej nastąpił regres w hodowli na kontynencie europejskim, po dziś dzień aktywnymi klubami schipperke są jedynie kluby w Stanach Zjednoczonych i Wielkiej Brytanii.  

## Użytkowość
Współcześnie schipperke jest psem reprezentacyjnym, zachował jednak wiele ze swych cech użytkowych, takich jak umiejętność stróżowania i niestrudzonego polowania na mniejsze gryzonie.

## Temperament
Jak w przypadku psów stróżujących, są bardzo czujne, wierne, ciekawe wszystkiego, co dzieje się w domostwie, wręcz wścibskie. Bardzo wesołe i radosne. Uwielbiają zabawę i ruch. Są inteligentne, chętne do nauki. Szybko rozumieją wydawane polecenia. To psy idealne do życia w mieście, jak i na terenach podmiejskich. Psy idealne do psich sportów, np. agility

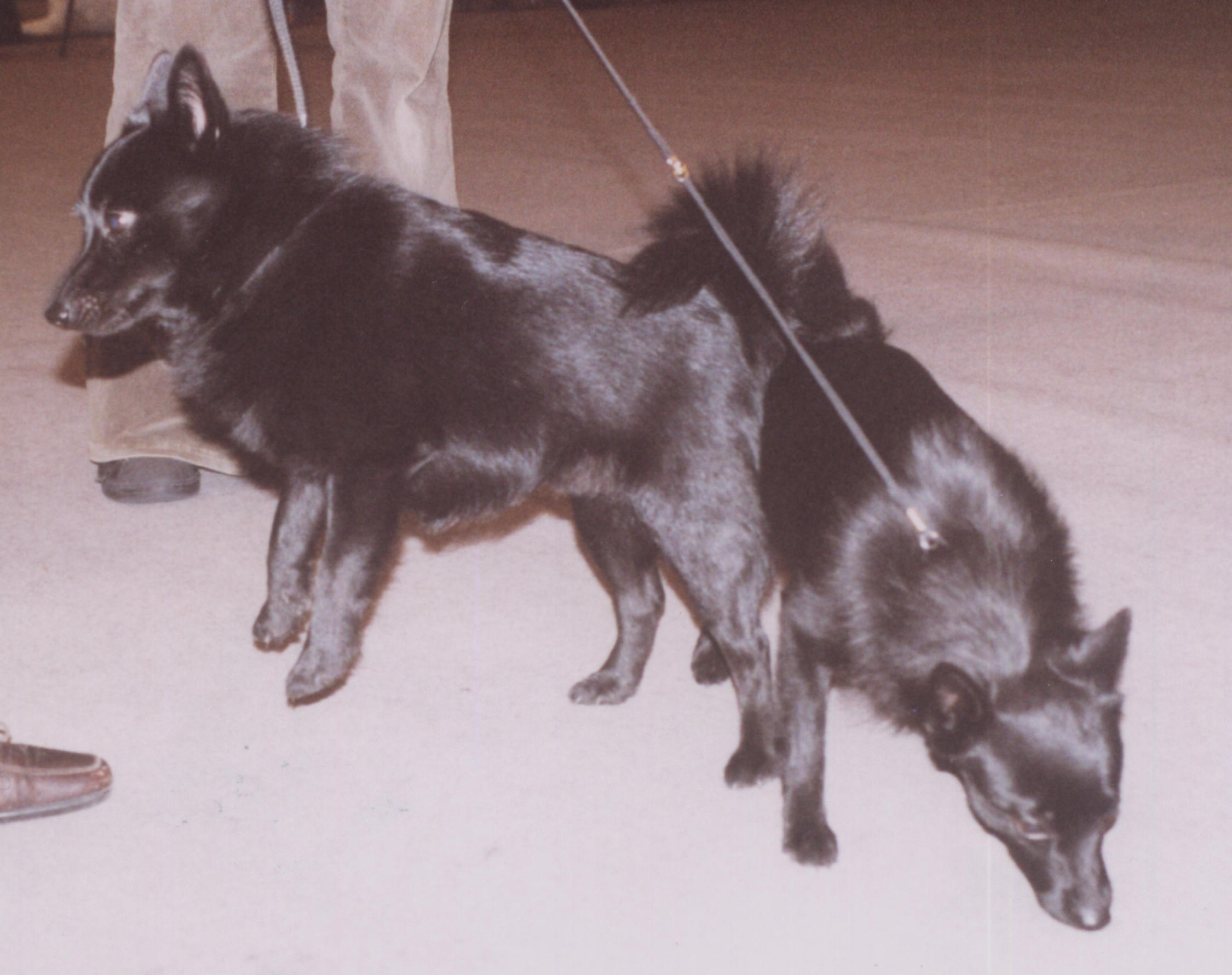
Para schipperke'ów

## Budowa
Psy o kształcie ciała kwadratowym, co było konsekwencją minimalizowania wymiarów psa początkowo średniej wielkości. Kątowanie tylnych kończyn jest strome, a kufa szpiczasta. 

## Szata i umaszczenie
Czarne, w Stanach Zjednoczonych dopuszczalne także osobniki o jasnym umaszczeniu.

## Utrzymanie
Psy nie wymagają regularnego czesania i pielęgnacji, nadają się do niewielkich mieszkań, ale lubią długie spacery.

## Popularność w Polsce
W Polsce psy rasy Schipperke są mało znane. 